# Microtus kikuchii
Mirotus kikuchii là một loài động vật có vú trong họ Cricetidae, bộ Gặm nhấm. Loài này được Kuroda mô tả năm 1920.